# William Atherton (homme politique)
Pour les articles homonymes, voir Atherton.
William Atherton (octobre 1806 - 22 janvier 1864)  est un avocat écossais et homme politique du Parti libéral . Il milite pour le Vote à bulletin secret et l'élargissement du suffrage. Il siège à la Chambre des communes de 1852 à 1864 et est juriste de la Couronne pendant quatre ans.

## Biographie
Atherton est le fils d'un pasteur méthodiste wesleyen, le révérend William Atherton (pasteur) (en) et son épouse Margaret, fille du pasteur de l'Église d'Écosse, Walter Morison .
Il est admis au barreau de l'Inner Temple et exerce sur le circuit nord, devenant conseiller de la reine et conseiller en 1852 . Alors qu'il pratique en dessous du barreau, il publie « An Elementary and Practical Treatise on the Commencement of Personal Actions, and the Proceedings therein to Declaration, in the Superiors Courts of Westminster. Comprising the Changes effected by the Uniformity of Process Act (2 W. 4. c. 39) and recent Rules of Court.' Lond. 1833.
Il est élu aux élections générales de 1852 comme député pour la ville de Durham  et occupe le siège jusqu'à sa mort en 1864 .
Atherton est nommé solliciteur général le 16 décembre 1859 ayant auparavant exercé les fonctions de conseiller juridique de l'Amirauté et de juge-avocat de la flotte . Il est fait chevalier le 23 février 1860 et promu procureur général le 9 juillet 1861.
Ayant occupé un poste de la Couronne, il est obligé à chaque fois de se présenter à une réélection et est élu sans opposition aux élections partielles du 9 janvier 1860 et du 8 juillet 1861 . Dans son discours d'acceptation en juillet 1861, il appelle à une plus grande unité au sein du Parti libéral et soutient la neutralité britannique dans la guerre de Sécession.
Atherton prend sa retraite en tant que procureur général à l'automne 1863 en raison d'une mauvaise santé .
Il meurt le 22 janvier 1864, dans sa maison de Westbourne Terrace, près de Hyde Park à Londres .

## Famille
En 1843, il épouse Agnes Mary Hall Stand (morte en 1866), fille de Thomas J. Hall, premier magistrat de la Bow Street Magistrates' Court .
Ils ont 8 enfants, dont :
- Walter H. Atherton, son fils aîné, est né le 15 janvier 1855 et est à la bataille d'Abou Klea le 17 janvier 1885 [7].
- Thomas James Atherton, né le 19 août 1856.